# KazMunayGas Exploration Production
KazMunayGas Exploration Production (KMG EP) (russisch Разведка Добыча КазМунайГаз, kasachisch ҚазМұнайГаз Барлау Өндіру) ist ein Unternehmen aus Kasachstan mit Sitz in Astana. Es ist ein Tochterunternehmen der nationalen kasachischen Erdöl- und Erdgasgesellschaft KazMunayGas. KazMunayGas EP ist das größte börsennotierte Unternehmen in Kasachstan.
2017 betrug die Ölfördermenge des Unternehmens 11,9 Millionen Tonnen Erdöl.

## Geschichte
KazMunayGas Exploration Production entstand 2004 durch die Fusion von Uzenmunaigas und Embamunaigas. Zwei Jahre später 2006 erfolgte der gang an die Kasachische Börse und die London Stock Exchange. Im April 2007 erwarb KazMunayGas EP 50 Prozent am kasachischen Mineralölunternehmen Kazgermunai. Bereits im Dezember des gleichen Jahres kaufte man erneut 50 Prozent an Karazhanbasmunai, ebenfalls ein Mineralölunternehmen aus Kasachstan. Im Jahr 2008 unterzeichnete man der britischen BG Group ein Memorandum über die Zusammenarbeit bei zukünftigen Projekten.
Im Dezember 2009 übernahm das Unternehmen 100 Prozent an KazMunayGas PKI Finance B.V. für 100,5 Millionen US-Dollar. Dadurch erlangte KazMunayGas EP auch 33 Prozent der Anteile am kanadischen Unternehmen PetroKazakhstan. Ende September 2010 wurde bekannt gegeben, dass man sich mit den beiden Unternehmen Eastern Gate Management Ltd. und Halyk Komir LLP geeinigt hat, deren beide Tochterunternehmen LLP NBK und LLP SapaBarlauService für insgesamt 65 Millionen US-Dollar zu übernehmen. Dieser Schritt soll die Ölfördermenge von KazMunayGas Exploration Production erhöhen.

## Kennzahlen
| Jahr | Ölproduktion (in tausend Tonnen) | Umsatz (in Mrd. Tenge) | Gewinn (in Mrd. Tenge) |
| ---- | -------------------------------- | ---------------------- | ---------------------- |
| 2006 | 9.530                            | 412,21                 | 122,56                 |
| 2007 | 10.639                           | 486,97                 | 157,12                 |
| 2008 | 11.954                           | 604,99                 | 241,28                 |
| 2009 | 11.497                           | 485,49                 | 209,73                 |
| 2010 | 13.285                           | 609,24                 | 234,50                 |
| 2011 |                                  | 721,19                 | 208,93                 |
| 2012 | 12.191                           | 797,17                 | 160,82                 |